# Medal „Za zasługi dla Ruchu Ludowego” im. Wincentego Witosa
Medal „Za zasługi dla Ruchu Ludowego” im. Wincentego Witosa – polskie jednoklasowe odznaczenie niepaństwowe nadawane przez Polskie Stronnictwo Ludowe.
Medal stanowi najwyższe wyróżnienie Polskiego Stronnictwa Ludowego. Nadawany jest przez Naczelny Komitet Wykonawczy PSL, który prowadzi także Ewidencje wniosków oraz osób odznaczonych Medalami. Wnioski o odznaczenie składać mogą władze naczelne i prezydia zarządów wojewódzkich PSL, Kluby Seniorów Ruchu Ludowego oraz Klub Parlamentarny PSL. Odznaczenie przyznawane jest:
- za długoletnią aktywną działalność w organizacjach politycznych i społecznych ruchu ludowego,
- za osiągnięcia w umacnianiu jakości i rozwoju tego ruchu,
- szczególne osiągnięcia w pracy zawodowej i społecznej w instytucjach związanych z ruchem ludowym, wsią i rolnictwem[1].